# Billesbach
Der Billesbach ist ein Fließgewässer in den Ortsgemeinden Neuhemsbach und Enkenbach-Alsenborn im Landkreis Kaiserslautern in Rheinland-Pfalz. Von der Wasserwirtschaftsverwaltung Rheinland-Pfalz wird der Bach als Oberlauf des Hemsbach geführt.

## Verlauf
Der Bach hat seine Quelle östlich des Billesweihers und der Landesstraße L 394. Er fließt von dort zunächst westlicher Richtung, durchfließt den Billesweiher und unterquert die L 394. Ab jetzt fließt er weitgehend in nordöstlicher Richtung, durch Randeckerhof, und mündet im Kernort Neuhemsbach in den Hemsbach, einen rechten Nebenfluss der Alsenz.